# Association Sportive Dragon
Association Sportive Dragon é um clube de futebol da comuna de Papeete no Taiti, Polinésia Francesa.

## Títulos
- Tahiti Division Fédérale: 3

2012, 2013, 2017
- Tahiti Cup: 3

1997, 2001, 2004.

## Elenco atual
Elenco para a disputa da Liga dos Campeões da OFC de 2018:
Nota: Bandeiras indicam equipe nacional, conforme definido pelas regras de elegibilidade da FIFA. Os jogadores podem ter mais de uma nacionalidade não-FIFA.
| N.º |                    | Posição | Jogador           |
| --- | ------------------ | ------- | ----------------- |
| 1   | Polinésia Francesa | G       | Gilbert Meriel    |
| 2   | Polinésia Francesa | D       | Victor Snow       |
| 3   | Polinésia Francesa | D       | Teata Hauata      |
| 4   | Polinésia Francesa | D       | Heimana Tavere    |
| 5   | Nova Caledónia     | D       | Gabriel Vakoume   |
| 6   | Polinésia Francesa | D       | Hennel Tehaamoana |
| 7   | Polinésia Francesa | M       | Salomon Tevepauhu |
| 8   | Polinésia Francesa | A       | Ariitapu Asen     |
| 9   | Polinésia Francesa | A       | Samuel Hnanyine   |
| 10  | Polinésia Francesa | A       | Marama Vahirua    |
| 12  | Polinésia Francesa | A       | Rainui Tze-Yu     |
| 13  | Polinésia Francesa | M       | Logan Leduc       |

| N.º |                    | Posição | Jogador            |
| --- | ------------------ | ------- | ------------------ |
| 14  | Polinésia Francesa | M       | Daniel Seino       |
| 15  | Polinésia Francesa | M       | Sullivan Duee      |
| 16  | Polinésia Francesa | D       | Jonathan Mou       |
| 17  | Polinésia Francesa | M       | Tamatoa Tetauira   |
| 18  | Polinésia Francesa | M       | Louis Petitgas     |
| 21  | Polinésia Francesa | A       | Christophe Gendron |
| 22  | Polinésia Francesa | M       | Clyde Tiniau       |
| 23  | França             | D       | Reynald Lemaître   |
| 24  | Polinésia Francesa | M       | Teinaore Seino     |
| 27  | Polinésia Francesa | A       | Hubert Tauha       |
| 30  | Polinésia Francesa | G       | Benjamin Tardivel  |

## Performance nas competições da OFC
- Liga dos Campeões da OFC: 2013: Fase de grupos